# NGC 741
NGC 741 est une vaste galaxie elliptique située dans la constellation des Poissons. NGC 741 a été découverte par l'astronome germano-britannique William Herschel en 1784. Cette galaxie a aussi été observée par l'astronome américain Lewis Swift le 26 novembre 1897 et elle a été inscrite à l'Index Catalogue sous la désignation IC 1751. 

## Caractéristiques
Sa vitesse par rapport au fond diffus cosmologique est de 5 204 ± 24 km/s, ce qui correspond à une distance de Hubble de 76,8 ± 5,4 Mpc (∼250 millions d'al).
À ce jour, une douzaine de mesures non basées sur le décalage vers le rouge (redshift) donnent une distance de 70,358 ± 19,916 Mpc (∼229 millions d'al), ce qui est à l'intérieur des valeurs de la distance de Hubble. Notons cependant que c'est avec la valeur moyenne des mesures indépendantes, lorsqu'elles existent, que la base de données NASA/IPAC calcule le diamètre d'une galaxie et qu'en conséquence le diamètre de NGC 741 pourrait être d'environ 69,0 kpc (∼225 000 al) si on utilisait la distance de Hubble pour le calculer.
Selon la base de données Simbad, NGC 741 est une radiogalaxie.

## Trou noir supermassif
Selon les auteurs d'un article publié en 2002, la masse du trou noir central de NGC 741 est de 5,25 x 108{\displaystyle M_{\odot }} (108,72{\displaystyle M_{\odot }}).  
Basée sur la vitesse interne de la galaxie mesurée par le télescope spatial Hubble, la masse du trou noir supermassif au centre de la galaxie NGC 741 serait comprise entre 210 millions et 1,2 milliard de {\displaystyle M_{\odot }}.  

## Groupe de NGC 741
NGC 741 est la plus brillante et la plus grosse galaxie d'un groupe de galaxies auquel elle a donné son nom. Le groupe de NGC 741 renferme deux autres galaxies NGC 706 et UGC 1395, noté 0152+0621 (pour CGCG 0152.7+0621) dans l'article d'Abraham Mahtessian.